# Zahoor Manzoor
Pour les articles homonymes, voir Manzoor.
Zahoor Ellahi Manzoor, né le 4 janvier 1969 à Chauntra (Pakistan) est un homme politique belge bruxellois. Initialement membre du Mouvement réformateur (MR), il devient membre du Parti Socialiste en décembre 2014. Selon le groupe PS, M. Manzoor a souhaité prendre ses distances par rapport au Mouvement Réformateur car "il a été interpellé par les mesures antisociales (âge légal de la pension, saut d'index, augmentation du ticket modérateur chez les spécialistes) du nouveau gouvernement fédéral, mais aussi par les déclarations aux relents racistes du secrétaire d'Etat à l'Asile et aux Migrations, Théo Francken et le soutien sous-jacent du MR aux théories de la N-VA" (lalibre.be, 18.12.2014).
Il est docteur en médecine, chirurgie et accouchement (UCL, 1998).

## Fonctions politiques
- Membre du Parlement de la Région de Bruxelles-Capitale :
  - depuis le 17 juin 2014